# Дальберг, Эрик
Эрик Ёнссон Дальберг (швед. Erik Jönsson Dahlbergh; 10 октября 1625, Стокгольм — 16 января 1703, Стокгольм) — шведский инженер-фортификатор, военачальник (в звании фельдмаршала), генерал-губернатор Ливонии с 1696 по 1702 год. Оказал недружелюбный приём Великому посольству и, в частности, Петру I, остановившемуся в Риге в конце марта 1697 года, что впоследствии было использовано российской стороной как один из предлогов для начала Северной войны.

## Начальный этап биографии
Эрик Дальберг родился в столице Швеции. Его предки принадлежали к крестьянскому сословию и никак не проявляли себя на военном поприще. Дальберг рано осиротел, но тем не менее получил среднее образование в чертёжной школе в Гамбурге (в неё он поступил в возрасте 13 лет), которое позволяло ему работать на секретарских должностях. Более того, в раннем возрасте Дальберг увлёкся искусством фортификации и ведения боя и увлечённо принялся за изучение инженерного ремесла. В 1641 году Дальберг устроился на работу писцом в канцелярию Гердта Реншёльда, который занимал пост главного казначея Мекленбурга — Передней Померании. Жена казначея находилась в родственных связях с Дальбергом, что в какой-то степени предопределило назначение и строгое отношение к нему, но только на первых порах. По прошествии некоторого времени Реншёльд проникся доверием к молодому секретарю и начал поручать ему исполнение важных заданий. На протяжении шести лет службы он обучался черчению, показал себя мастером в чертёжном искусстве, благодаря чему выдвинулся из числа своих коллег по казначейской канцелярии. В то же время, совершенствуясь в технике чертежа, Дальберг не оставлял таких важных инженерных дисциплин, как математика, архитектура, картография и аксонометрия. В 1646 году Дальберг, оставаясь при должности камер-писаря в Передней Померании, помогал Реншёльду отправлять на родину шведских солдат из Германии на съёмном торговом судне. Вернувшись после пересылки военных назад в Германию, он в 1647 году был произведён в кондукторы при Конраде Мардерфельте, который был генеральным инспектором померанских, мекленбургских, вестфальских и бременских крепостей. Благодаря этому он вскоре сделал большие успехи в изучении инженерного искусства.

## Контракт с семейством Мерианов
В 1650 году Дальберг был откомандирован во Франкфурт, чтобы уладить вопрос выплаты контрибуций по итогам Вестфальского мирного договора (всего швабская, рейнская и франконская области должны были уплатить 120 000 рейхсталеров шведской короне), который подвёл черту в общем благоприятной для Швеции Тридцатилетней войне. Операция по «выжиманию» военных издержек заняла три года. Одновременно Дальберг связался с известным франкфуртским семейным издательством, которым руководил Маттео Мериан (Старший) (из этой династии гравёров и издателей — известная путешественница Мария Сибилла Мериан, которой принадлежит честь первооткрывательницы мира насекомых Южной Америки; в 1699 году она посетила Суринам и подробно изучила «метаморфозы суринамских насекомых» (так называлась её книга, вышедшая в 1705 году)). С Маттео Мерианом Дальберг заключил обоюдовыгодный контракт, по которому он должен был снабжать издательство топографическими картами собственного производства. Сам Мериан основал серию хроник о современной Европе под названием «Theatrum Europaeum», а после его смерти в 1650 году его потомки продлили соглашение с Эриком Дальбергом. Сам Дальберг провёл во Франкфурте до 1653 года, а в 1655—56 гг. он отправился с целью повышения квалификации в Италию.

## Начальный этап королевской службы
В ходе своей карьеры военного инженера Дальберг был направлен на службу в Польшу в качестве генерал-квартирмейстер-лейтенанта и советника по инженерному делу при Карле X Густаве. Фактическое «вхождение» Эрика Дальберга в военную сферу произошло 17 июля 1656 года в разгар напряжённых сражений под Варшавой в рамках вторжения шведского короля в Польшу (так называемой Первой Северной войны). Также он принял участие в переговорах с князем Трансильвании Ракоци Дьёрдем II и строительством осадных укреплений на Западном Буге, в том числе при осаде Брест-Литовска. После этого он принял деятельное участие в осаде Копенгагена и Кронборга, руководя штабом инженеров-фортификаторов в ходе военных действий в Датско-шведской войне 1657—1658 гг. Известность ему принесло сооружение переправ через замёрзшие проливы Бельт Большой и Бельт Малый, которые помогли шведской армии выйти к столице Дании и победоносно закончить войну. Несмотря на свои выдающиеся заслуги во благо шведской короны, Дальберг долгое время оставался в скромном чине подполковника. Однако вскоре после его успехов Карл X Густав делает Дальберга генерал-адъютантом. Дальберг решительно отверг заманчивое предложение английского монарха Карла II, пригласившего Дальберга на службу в Англию. В 1669 году Дальберга назначают на пост коменданта Мальмё и ответственным за оборонительные сооружения в окрестностях, а также в Сконе и Халланде.

## Новые направления

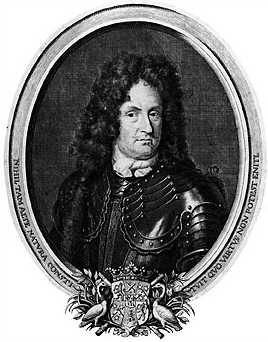

В 1676 году деятельность Дальберга оценили по заслугам, определив его на должность генерал-директора фортификации в королевском ведомстве. На этом посту он достиг главного успеха в своей жизни, в течение следующих 25 лет попеременно занимая руководящие посты в различных шведских крепостях: Гельсингфорсе, Нарве, Дюнамюнде и Риге.
В 1680 году подготовил план значительного усиления крепости Ландскруна, но из-за дороговизны этот план так и не был реализован.

## В Йёнчёпинге
В 1687 году Дальберг становится губернатором Йёнчёпингского лена. Этот пост он занимает до 1693 года. За эти неполные семь лет Дальберг существенно поднимает архитектурный уровень этого старинного шведского города. В первую очередь следует отметить его проект, по которому была построена Йончепингская ратуша. Также Дальберг многое сделал для открытия первой в истории города типографии, а также занялся разработкой правил противопожарной безопасности, будучи обеспокоенным постоянной пожарной тревогой и отсутствием эффективных средств к устранению этого неприятного явления. Им же были спроектированы многие сооружения в окрестностях Йончепинга. И наконец, ещё одно неоспоримое достижение Дальберга: он стоит у истоков Хускварны как промышленного машиностроительного центра не только Йончепинга, но и всей Швеции.
Вскоре следует новое назначение: на губернаторство двух городов — Бремена и Вердена, которые находились под властью Швеции по итогам Вестфальского мира. На этом посту Дальберг пробыл только год, после чего следует трёхлетний перерыв и генерал-губернаторство Ливонии в 1696 году.

## В Нарве
В Нарву Дальберг был направлен шведским королём Карлом XI в начале 1680-х годов. Монарх высказал недовольство уровнем укреплений в этой приграничной с Россией крепости. Сам Дальберг после инспекции крепостных укреплений подтвердил мнение короля, заявив, что бастионы Нарвы безнадёжно устарели. Под его руководством в 1683 году был разработан проект реорганизации Нарвы: опираясь на достижения французского мастера Вобана, Дальберг пошёл на сокращение куртин и расширение равелинов. Сам проект, который был основан на принципах новоголландской системы, предполагал строительство шести бастионов, которое было прервано неудачным нападением русских войск на Нарву в 1700 году, после чего шведы успели их достроить до следующего нападения в 1704 году, которое завершилось уже взятием крепости.

## В Дюнамюнде
В Дюнамюнде Дальберг также в 80-е годы работал над строительством новой крепости, для чего был взят материал полуразрушенного старого замка, построенного ещё в орденские времена. Вокруг центральной части были отстроены массивные каменные укрепления, появилась разветвлённая система казематов и пороховых складов. При воздвижении Дюнамюнде Дальберг обратился к своему излюбленному приёму шести бастионов, которые получили астрономические названия Утренняя звезда, Южная Звезда, Кольвахен, Вечерняя звезда, Южное солнце, Северный полюс. Существует спорная легенда, по которой Эрик Дальберг вдохновился на названия бастионов в момент одной из морских поездок, когда он вместе с коллегами-фортификаторами откупорил бочонок с вином, и, глядя на звёздное небо над головой, придумал имена будущим бастионам.

## В Ливонии и в Риге
До своего генерал-губернаторства Дальберг приступил к реформированию системы рижских укреплений в 1695 году. Под его началом была спроектирована и построена Цитадель — с лёгкой руки Дальберга незатейливая деревянная постройка превратилась в самостоятельную крепость. Была сооружена система земляных валов, в прямые участки которых (куртины), были встроены казематы, снаружи облицованные камнем (принцип эскарпов). Также вокруг крепости проходил новый ров с четырьмя трёхгранными равелинами (Яковлевский, Сенной, Песочный, Карловский равелины). В том числе подверглась изменению прежняя итальянская рондельная система — устаревшим и ненадёжным ронделям на смену пришли пять пятигранных бастионов (Яковлевский, Песочный, Блинный (Пфанкухен; первоначально Новый), Банный, Шеров (раннее название Марстальский)). Ещё четыре бастиона были обращены в сторону Даугавы (Треугольный, Марстальский, Павловский, Шальский). Все эти элементы укрепления создавали защитный пояс города. Также в период его правления были открыты Карловские ворота (1685—87 годы, до наших дней не сохранились; располагались в южной стороне города недалеко от современной рижской улицы Кунгу (Господской); были выполнены в дорическом ордере самим Эриком Дальбергом). Вторые Карловские ворота были проделаны с севера для облегчения попадания в город со стороны Цитадели. Королевские ворота вскоре утратили свою актуальность в связи с расширением защитной системы. Также под началом Дальберга было осуществлено строительство тогда ещё деревянных Яковлевских казарм для квартирования шведских легионеров. В 1698 году были созданы Львиные ворота (в наше время носят название Шведские ворота), вмурованные в стены жилого дома для оборудования проезда к Яковлевским казармам. В общем, Дальберга можно считать реформатором крепостной системы Риги. Также Дальберг ввёл лютеранские церкви крестообразного типа, образцы которых можно наблюдать в современной Латвии в населённых пунктах Вестиене, Апекалне, Лаудоне (все построены в 1696 году) и Лаздоне (1699 год).

## Рижский инцидент 1697 года
31 марта 1697 года в Риге делает остановку известное Великое посольство, в составе которого были Франц Лефорт (административный распорядитель посольства), Фёдор Головин и Прокопий Возницин (ответственные исполнители) и другие лица, близкие к государственному аппарату, а также сам Пётр Первый, отправившийся, во-первых, в путешествие в Голландию для изучения корабельного мастерства на судоверфях, а во-вторых, для дипломатических переговоров с европейскими монархами для решения затянувшегося турецкого вопроса. Сам Пётр взял свой любимый псевдоним — Пётр Михайлов, урядник Преображенского полка.
Рига была фактически первым городом «просвещённой Европы», где остановилась российская делегация. Послов после торжественной встречи в нескольких верстах от Риги (встречали официальные представители Дальберга) поселили в постоялом дворе Мермана, который не отличался удобством и находился на территории Ластадии (сейчас там расположен рижский Центральный рынок) в некотором отдалении от центра, в то время как других высокопоставленных гостей в Риге шведы обычно селили в постоялых дворах, которые располагались вблизи Ратушной площади.
С первых же дней Пётр был раздосадован несколькими факторами — в первую очередь, отсутствием фейерверка и халатным обращением. На российскую делегацию мало кто обращал внимание, фактически они были оставлены на произвол судьбы: сам Дальберг даже отказался их принять, прикрывшись затем своим «неведением» относительно личности Петра Первого. Затем началось непредвиденное — в первые дни апреля разбушевался ледоход, что вынудило посольство задержаться в Риге до 10 апреля. Это природное явление повлияло на ценовую политику рижских купцов, которые воспользовались безвыходным положением и взвинтили цены для послов на товары первой необходимости. По этому поводу российский царь отписал в Москву: «Мы были сыты только глазами».
Более того, когда Пётр приступил к поверхностному изучению бастионов вдоль рижского рва, шведская крепостная стража пригрозила открыть огонь (по другой версии, даже сделала предупредительный выстрел над головой царя). В других источниках отмечается, что по Петру выстрелили в тот момент, когда он приложил к глазу подзорную трубу для безобидного ознакомления со шведским опытом фортификации. В любом случае известно, что Пётр не вытерпел такого обращения (инициатива исходила от Дальберга) и самостоятельно переправился через Западную Двину в самую кульминацию ледохода 8 апреля, предоставив Лефорту разбираться с долгами. Франц Лефорт уплатил затребованную сумму и отправился вместе с Великими послами вслед за государем.
Эрик Дальберг отнёсся к визитёрам с большим недоверием и пустил вслед им пару-тройку разведчиков, наказав им проследить путь послов до следующего пункта остановки. Помимо этого Дальберг психологически мобилизовал рижский рат, велев ратманам отслеживать политические процессы в Москве и уделить большее внимание системе оборонительных сооружений. Ещё в июне 1697 года Дальберга продолжала беспокоить идея «неожиданного русского вторжения», и, памятуя о попытках Петра изучить рижский ров и бастионную систему, он издал рескрипт, в котором была озвучена без преувеличения мудрая мысль: совместно с представителями гильдий и бюргерского сословия срыть гору Куббе, превышавшую самые высокие городские укрепления (с которой Рига была видна «как на ладони»). Этой горе несколько раз уже удалось сослужить городу дурную службу — ей пользовались шведы, чтобы атаковать город в период военных действий короля Густава II Адольфа, её использовали русские войска царя Алексея Михайловича при осаде и бомбардировке Риги летом-осенью 1656 года.

## Повод для объявления Северной войны
После этого визита Пётр высказался о Риге в таком духе: «это проклятое и гиблое место», а затем в Курляндии в конфиденциальной беседе с герцогом Фридрихом Казимиром затронул вопрос о возможном формировании антишведского военного союза.
Так или иначе, но 21 августа 1700 года на стол русского посланника в Швеции Хилкова легла роковая депеша, в которой ему было предписано незамедлительно объявить войну шведам. В этой депеше были подробно изложены причины начала военных действий против королевства: «… за многие их свейские неправды и нашим, царского величества подданным учинённые обиды, наипаче за самое главное бесчестье нашим, царского величества, великим и полномочным послам в Риге в прошлом 1697 г., которое касалось самой нашей царского величества персоны».
Вопрос о рижском инциденте 1697 года был поднят царём ещё в ноябре 1699 года в разговоре со шведскими посланниками, однако тогда его заверили, что шведский король Карл XII подробно объяснит Дальбергу нерациональность его поведения: «… за то утеснение и за посольское бесчестье оборонь, чтоб впредь иным таким было неповадно». Таким образом, факт этого «посольского бесчестья» послужил «казусом белли» для второй Северной войны.

## Защита города в ходе саксонских осад
В 1700 году, в самом начале Северной войны, Дальберг вынужден был «расхлёбывать последствия» своего давнишнего высокомерия, отражая атаку саксонцев, король которых, Август II Сильный, вступил в антишведскую коалицию, поддержав Петра Первого в борьбе за господство на Балтийском море. Однако в этот период судьба и военный талант благоволили Дальбергу, и две атаки были успешно отбиты — этот факт показал высокий уровень рижских укреплений. Первый этап саксонской агрессии начался 12 (22) февраля 1700 года, когда войско нападавших дислоцировалось в Задвинье, но рижские разведчики подняли тревогу, зазвонив в церковные колокола, чем не оправдали ставку Августа на внезапность нападения. Тем не менее, воспользовавшись относительной незащищённостью левобережья Западной Двины, саксонцы взяли шанцевые укрепления, в частности, стратегически значимый шанец Коброна, переименовав его в Ораниенбаум. Также ими был взят остров Люцау и ряд других мелких островов у правого берега реки. Вскоре, во второй половине марта, пала крепость Дюнамюнде, которую оборонял специальный финский легион (400 человек). Дальберг мобилизовал защитников города, также запросив дополнительного контингента у Карла XII, который в итоге блокировал осаждавших со стороны Лифляндии. К июню саксонцы также получили весомое подкрепление и возобновили блокаду Риги, но эта попытка также не увенчалась успехом, хотя и после заключения Константинопольского мира 1700 года Пётр направил к Риге помощь. Но саксонцы, получив отпор шведских диверсантов, периодически делавших опасные вылазки, 16 сентября отступили и сожгли свой лагерь в Дрейлини, бросив русский отряд Люцау фактически на произвол судьбы (оборона Люцау 1701 года). За саксонцами тогда на короткое время сохранились шанец Коброна и крепость Дюнамюнде.

## Итоги
Вопреки острой антироссийской направленности Дальберга во внешнеполитической линии, следует отметить его неоспоримое дарование инженера-фортификатора. Его активная деятельность на посту главного фортификационного инженера Швеции предопределила его почётное прозвище «шведского Вобана». К тому же неоспоримой заслугой Дальберга является то, что он инициировал создание шведского инженерного корпуса.
В 1702 году Дальберг ушёл в отставку в звании фельдмаршала и на следующий год умер.

## Картографические достижения
Супругой Дальберга была дочь начальника королевской таможни Вильгельма Дракенъельма, Мария Дракенъельм (1650—1680 годы). Дальберг благополучно вышел в отставку в чине фельдмаршала в 1702 году, а в следующем году скончался в своём поместье в Тюринге. Помимо своих фортификационных достижений, Дальберг стяжал известность своей внушительной коллекцией гравюр, эстампов и чертежей, которая была названа Suecia Antiqua et Hodierna (Древняя и Новая Швеция). Многие из чертежей, вошедших в коллекцию, были сделаны самим Дальбергом. Это собрание было издано в 1660—1716 годы, оно оказало посильную помощь Самуэлю Пуфендорфу в создании труда «История Карла X Густава». Также им были написаны мемуары и своеобразный исторический экскурс «О военных кампаниях Карла X».

## Памятники
Один из наиболее известных памятников Дальбергу находится в Йёнчёпинге, городе, для которого Дальберг сделал очень много. Недалеко от Йёнчёпинга находится небольшой населённый пункт Грэнна, возле него, в свою очередь, стоит холм Грэннабергет, на котором и установлен бюст Дальберга, выполненный шведским скульптором Юнасом Фрёдингом и торжественно открытый в 1952 году.
Другой известный памятник Дальбергу расположен в нише здания, находящегося на пути к Стокгольмскому замку.